# Ognjen Đelmić
Ognjen Đelmić (Szerb ábécé írásmód: Огњен Ђелмић; magyar kiejtés szerint: Ognyen Dzselmics; Zenica, 1988. augusztus 18. –) visszavonult bosnyák labdarúgó, posztja szerint támadó középpályás.

## Sikerei, díjai
- FK Željezničar Sarajevo:
  - Bosznia-hercegovinai labdarúgó-bajnokság ezüstérmes: 2014–2015